# Haim (Band)
Haim (Aussprache: „Hai-em“) ist eine US-amerikanische Pop-Rock-Band aus Los Angeles. Die Mitglieder sind die Schwestern Danielle (* 1989), Alana (* 1991) und Este Haim (* 1986). Live werden sie von ihrem Cousin am Schlagzeug unterstützt.

## Geschichte
Im Wohnzimmer ihrer Eltern stand kein Klavier, sondern ein Schlagzeug. Alle drei Schwestern liebten Classic Rock und bildeten schon in jungen Jahren eine Coverband namens Rockinhaim zusammen mit ihren Eltern, in welcher ihr Vater Mordechai als Schlagzeuger und ihre Mutter Donna als Sängerin mitwirkten. Im Februar 2012 wurde mit der EP Forever ein erster Tonträger samt Video von Haim ins Netz gestellt und kurzzeitig zum freien Download zur Verfügung gestellt. Seit September 2012 ist diese EP auch als 10" Vinyl im Handel erhältlich. Danach nahm sie die Plattenfirma Polydor unter Vertrag. Es folgten einige Liveauftritte, darunter als Supportact für die Gruppe Mumford & Sons auf deren US-Tour im August, für Florence + the Machine im Dezember 2012 auf deren UK/Ireland-Tournee und im Jahr 2013 auf der Europatour der Indie-Pop-Band Phoenix.
Bei der BBC-Prognose Sound of 2013 wurde ihnen der Durchbruch für das folgende Jahr vorhergesagt. Unter 15 Nominierten belegten sie Platz 1.
Im Juni 2013 beendeten Haim die Arbeiten an ihrem ersten Album Days Are Gone, das am 30. September veröffentlicht wurde. 2014 nahmen Haim am Festival Rock am Ring teil. Hier spielten sie nebenbei einen Klassiker von Fleetwood Mac aus dem Jahre 1969, Oh Well. Dabei mögen sie gerade mit der Gruppe nicht verglichen werden, genauso wenig wie als „Girl Band“ angekündigt und dann als eigenständige Musiker nicht ernst genommen werden. Bei den 57th Annual Grammy Awards 2015 war die Band nominiert in der Rubrik Best New Artist.
Zum Erscheinen ihres dritten Studioalbums Women in Music Pt. III wurde am 28. Juni 2020 ein Bandporträt in der ARD-Kultursendung ttt gesendet. Der Albumname Women in Music wurde laut eigener Ansage extra gewählt, um übliche „beleidigende“ Moderatorenfragen à la „Wie fühlt man sich so als Frau im Musikbusiness?“ entgegenzuwirken. 5 der 16 Album-Tracks wurden in den Monaten vor der Albumveröffentlichung als Singles veröffentlicht.

## Diskografie

### Studioalben
| Jahr | Titel                  | Höchstplatzierung, Gesamtwochen, AuszeichnungChartplatzierungen (Jahr, Titel, Platzierungen, Wochen, Auszeichnungen, Anmerkungen) | Höchstplatzierung, Gesamtwochen, AuszeichnungChartplatzierungen (Jahr, Titel, Platzierungen, Wochen, Auszeichnungen, Anmerkungen) | Höchstplatzierung, Gesamtwochen, AuszeichnungChartplatzierungen (Jahr, Titel, Platzierungen, Wochen, Auszeichnungen, Anmerkungen) | Höchstplatzierung, Gesamtwochen, AuszeichnungChartplatzierungen (Jahr, Titel, Platzierungen, Wochen, Auszeichnungen, Anmerkungen) | Höchstplatzierung, Gesamtwochen, AuszeichnungChartplatzierungen (Jahr, Titel, Platzierungen, Wochen, Auszeichnungen, Anmerkungen) | Anmerkungen                              |
| Jahr | Titel                  | DE | AT | CH | UK | US | Anmerkungen                              |
| ---- | ---------------------- | --- | --- | --- | --- | --- | ---------------------------------------- |
| 2013 | Days Are Gone          | DE30 (2 Wo.)DE | AT44 (1 Wo.)AT | CH35 (3 Wo.)CH | UK1 Platin · (53 Wo.)UK | US6 Gold · (32 Wo.)US | Erstveröffentlichung: 27. September 2013 |
| 2017 | Something to Tell You  | DE44 (1 Wo.)DE | AT56 (1 Wo.)AT | CH26 (1 Wo.)CH | UK2 Silber · (9 Wo.)UK | US7 (2 Wo.)US | Erstveröffentlichung: 7. Juli 2017       |
| 2020 | Women in Music Pt. III | DE27 (3 Wo.)DE | AT25 (1 Wo.)AT | CH11 (4 Wo.)CH | UK1 Silber · (4 Wo.)UK | US13 (1 Wo.)US | Erstveröffentlichung: 26. Juni 2020      |
| 2025 | I Quit                 | DE19 (1 Wo.)DE | AT16 (1 Wo.)AT | CH37 (1 Wo.)CH | UK3 (2 Wo.)UK | US25 (1 Wo.)US | Erstveröffentlichung: 20. Juni 2025      |

### EPs
- 2012: Forever
- 2012: iTunes Festival: London 2012
- 2013: Spotify Sessions
- 2013: iTunes Festival: London 2013
- 2017: Spotify Singles

### Singles als Leadmusikerinnen
| Jahr | Titel Album                               | Höchstplatzierung, Gesamtwochen, AuszeichnungChartplatzierungen (Jahr, Titel, Album, Platzierungen, Wochen, Auszeichnungen, Anmerkungen) | Höchstplatzierung, Gesamtwochen, AuszeichnungChartplatzierungen (Jahr, Titel, Album, Platzierungen, Wochen, Auszeichnungen, Anmerkungen) | Anmerkungen                            |
| Jahr | Titel Album                               | UK | US | Anmerkungen                            |
| ---- | ----------------------------------------- | --- | --- | -------------------------------------- |
| 2012 | Forever Days Are Gone                     | UK75 Silber · (3 Wo.)UK | — | Erstveröffentlichung: 12. Oktober 2012 |
| 2012 | Don’t Save Me Days Are Gone               | UK32 Silber · (9 Wo.)UK | — | Erstveröffentlichung: 8. November 2012 |
| 2013 | Falling Days Are Gone                     | UK30 Silber · (14 Wo.)UK | — | Erstveröffentlichung: 12. Februar 2013 |
| 2013 | The Wire Days Are Gone                    | UK16 Gold · (6 Wo.)UK | US— PlatinUS | Erstveröffentlichung: 9. August 2013   |
| 2014 | If I Could Change Your Mind Days Are Gone | UK27 Silber · (7 Wo.)UK | — | Erstveröffentlichung: 21. März 2014    |
| 2017 | Want You Back Something to Tell You       | UK56 Silber · (5 Wo.)UK | — | Erstveröffentlichung: 3. Mai 2017      |
| 2025 | Relationships I Quit                      | UK71 (1 Wo.)UK | — | Erstveröffentlichung: 12. März 2025    |

Weitere Singles
- 2014: My Song 5 (mit A$AP Ferg)
- 2017: Little of Your Love
- 2017: Nothing’s Wrong
- 2019: Summer Girl
- 2019: Now I’m in It
- 2019: Hallelujah
- 2020: The Steps
- 2020: I Know Alone
- 2020: Don’t Wanna
- 2021: Gasoline (feat. Taylor Swift)
- 2022: Lost Track
- 2025: Everybody’s Trying to Figure Me Out
- 2025: Down to Be Wrong

### Singles als Gastmusikerinnen
| Jahr | Titel Album                | Höchstplatzierung, Gesamtwochen, AuszeichnungChartplatzierungen (Jahr, Titel, Album, Platzierungen, Wochen, Auszeichnungen, Anmerkungen) | Höchstplatzierung, Gesamtwochen, AuszeichnungChartplatzierungen (Jahr, Titel, Album, Platzierungen, Wochen, Auszeichnungen, Anmerkungen) | Höchstplatzierung, Gesamtwochen, AuszeichnungChartplatzierungen (Jahr, Titel, Album, Platzierungen, Wochen, Auszeichnungen, Anmerkungen) | Höchstplatzierung, Gesamtwochen, AuszeichnungChartplatzierungen (Jahr, Titel, Album, Platzierungen, Wochen, Auszeichnungen, Anmerkungen) | Höchstplatzierung, Gesamtwochen, AuszeichnungChartplatzierungen (Jahr, Titel, Album, Platzierungen, Wochen, Auszeichnungen, Anmerkungen) | Anmerkungen                                                 |
| Jahr | Titel Album                | DE | AT | CH | UK | US | Anmerkungen                                                 |
| --- | -------------------------- | --- | --- | --- | --- | --- | ----------------------------------------------------------- |
| 2015 | Pray to God Motion         | DE23 Gold · (20 Wo.)DE | AT15 (15 Wo.)AT | CH61 (7 Wo.)CH | UK35 Gold · (12 Wo.)UK | US— GoldUS | Erstveröffentlichung: 6. März 2015 Calvin Harris feat. Haim |
| Folgende Lieder erschienen nicht als Single, wurden aber durch das Album zum Download und Streaming bereitgestellt und konnten somit eine Platzierung erlangen: |                            | | | | | |                                                             |
| |                            | | | | | |                                                             |
| 2020 | No Body, No Crime Evermore | — | — | — | UK19 Silber · (5 Wo.)UK | US34 (2 Wo.)US | Charteinstieg: 18. Dezember 2020 Taylor Swift feat. Haim    |

Weitere Gastbeiträge
- 2014: Bite Down (Bastille feat. Haim)
- 2014: Meltdown (Stromae feat. Lorde, Pusha T, Q-Tip & Haim)
- 2018: Saturdays (Twin Shadow feat. Haim)

## Auszeichnungen für Musikverkäufe
| Goldene Schallplatte - Australien - 2014: für die Single Don’t Save Me - Brasilien - 2021: für die Single Pray To God - 2024: für das Lied No Body, No Crime - Kanada - 2018: für die Single The Wire - 2023: für die Single Pray To God - Mexiko - 2017: für die Single Pray To God - Neuseeland - 2016: für die Single Pray To God - 2019: für das Album Days Are Gone - Norwegen - 2015: für die Single Pray To God | Platin-Schallplatte - Australien - 2013: für die Single The Wire - 2019: für das Album Days Are Gone - 2024: für das Lied No Body, No Crime - Neuseeland - 2015: für die Single The Wire 2× Platin-Schallplatte - Australien - 2019: für die Single Pray To God |

Anmerkung: Auszeichnungen in Ländern aus den Charttabellen bzw. Chartboxen sind in ebendiesen zu finden.
| Land/RegionAuszeichnungen für Musikverkäufe (Land/Region, Auszeichnungen, Verkäufe, Quellen) | Silber     | Gold       | Platin     | Verkäufe  | Quellen                 |
| -------------------------------------------------------------------------------------------- | ---------- | ---------- | ---------- | --------- | ----------------------- |
| Australien (ARIA)                                                                            | —          | Gold1      | 5× Platin5 | 385.000   | aria.com.au             |
| Brasilien (PMB)                                                                              | —          | 2× Gold2   | —          | 40.000    | pro-musicabr.org.br BR2 |
| Deutschland (BVMI)                                                                           | —          | Gold1      | —          | 200.000   | musikindustrie.de       |
| Kanada (MC)                                                                                  | —          | 2× Gold2   | —          | 80.000    | musiccanada.com         |
| Mexiko (AMPROFON)                                                                            | —          | Gold1      | —          | 30.000    | amprofon.com.mx         |
| Neuseeland (RMNZ)                                                                            | —          | 2× Gold2   | Platin1    | 30.000    | radioscope.co.nz        |
| Norwegen (IFPI)                                                                              | —          | Gold1      | —          | 20.000    | ifpi.no                 |
| Vereinigte Staaten (RIAA)                                                                    | —          | 2× Gold2   | Platin1    | 2.000.000 | riaa.com                |
| Vereinigtes Königreich (BPI)                                                                 | 8× Silber8 | 2× Gold2   | Platin1    | 2.420.000 | bpi.co.uk               |
| Insgesamt                                                                                    | 8× Silber8 | 14× Gold14 | 8× Platin8 |           |                         |